# Chanaz
Chanaz – miejscowość i gmina we Francji, w regionie Owernia-Rodan-Alpy, w departamencie Sabaudia.
Według danych na rok 1990 gminę zamieszkiwało 416 osób, a gęstość zaludnienia wynosiła 62 osób/km² (wśród 2880 gmin regionu Rodan-Alpy Chanaz plasuje się na 1220. miejscu pod względem liczby ludności, natomiast pod względem powierzchni na miejscu 1381.).